# Collonista costulosa
Collonista costulosa is een slakkensoort uit de familie van de Colloniidae. De wetenschappelijke naam van de soort werd in 1886 voor het eerst geldig gepubliceerd door George Brettingham Sowerby II.